# Terry Evanshen
(en) Statistiques sur statscrew
Terry Evanshen (né en 1944) est un joueur de football canadien et un conférencier canadien. Il jouait à la position de receveur éloigné. Il a joué pour quatre équipes de la Ligue canadienne de football, a été sur les équipes d'étoiles à plusieurs reprises et a établi plusieurs records. Il est membre du Temple de la renommée du football canadien depuis 1984.
Un grave accident survenu en 1988 lui a fait perdre tout souvenir de sa vie passée, et après une longue et difficile convalescence, il est maintenant conférencier et participe à plusieurs causes caritatives.

## Carrière
Originaire du quartier Pointe-Saint-Charles de Montréal, Terry Evanshen se présente, âgé de 18 ans et sans être invité, à un camp d'évaluation des Alouettes où il impressionne si bien le directeur du développement des joueurs J.I. Albrecht que celui-ci lui fait obtenir une bourse pour l'université d'État de l'Utah. Après sa carrière universitaire, Evanshen se joint aux Alouettes et connut une très bonne saison 1965, réussissant 37 réceptions de passes, le plus haut total dans l'Est. Cependant un désaccord salarial fait qu'il est échangé aux Stampeders de Calgary, où il joue pendant quatre saisons, de 1966 à 1969. C'est à Calgary qu'il connut ses saisons les plus productives, y compris une saison de rêve en 1967 où il gagne 1662 verges sur 96 réceptions et réussit 17 touchés. Les Stampeders se rendent au match de la coupe Grey en 1968 mais perdent de justesse contre Ottawa.
Une nouvelle dispute salariale renvoie Terry Evanshen à Montréal pour les saisons 1970 à 1973. Ses statistiques diminuent quelque peu, mais il a la satisfaction de remporter la coupe Grey en 1970, dans un match où il obtient 95 verges par la passe. En 1974, les Alouettes le retranchent de leur camp d'entraînement et Evanshen rejoint les Tiger-Cats de Hamilton. Il y reste quatre ans, connaissant sa meilleure saison en 1975 avec 55 réceptions. En 1978, il joue une dernière saison avec les Argonauts de Toronto, mais est retranché de l'équipe à la mi-saison.
Dans toute sa carrière, il n'a commis que trois échappés pour 660 passes captées.

## Accident
Après sa carrière de joueur, Evanshen s'oriente vers la radiodiffusion, puis vers les ventes en technologie. Cependant sa vie bascule le 4 juillet 1988 quand sa voiture est emboutie par un camion qui avait brûlé un feu rouge. Grièvement blessé, il frôle la mort et ressort du coma après deux semaines. Il a alors perdu toute mémoire de sa vie passée. Avec l'aide de sa famille, il a pu retrouver une vie normale après plusieurs années difficiles. Aujourd'hui il est conférencier et raconte l'histoire de sa vie à différents groupes à travers le Canada. 

### Livre et film
En 2000, la journaliste et auteur canadienne June Callwood a publié The Man Who Lost Himself, le récit des douze années de lutte d'Evanshen et sa famille pour retrouver une vie normale. Ce livre a été adapté en film pour la télévision en 2005 par le réseau de télévision CTV et la réalisatrice Helen Shaver; l'acteur David James Elliott joue le rôle d'Evanshen.
- (en) June Callwood, The Man Who Lost Himself : The Terry Evanshen Story, Toronto, McClelland & Stewart, 2001, 320 p. (ISBN 978-0-7710-1864-0, présentation en ligne)
- « The Man Who Lost Himself » ((en) intrigue), sur l'Internet Movie Database

## Trophées et honneurs
- Choisi sur l'équipe d'étoiles de l'Est : 1965, 1971, 1975
- Choisi sur l'équipe d'étoiles de l'Ouest : 1966 à 1969
- Choisi sur l'équipe d'étoiles de la LCF : 1967
- Trophée Schenley du meilleur joueur canadien : 1967, 1971[7]
- Intronisé au Temple de la renommée du football canadien : 1984
- En 1994, la Ligue canadienne de football a créé le trophée Terry-Evanshen pour honorer le meilleur joueur de la division Est. Ce trophée remplace le trophée Jeff-Russel.
- Intronisé au Panthéon des sports du Québec : 2002